# Stigmatophora ochracea
Stigmatophora ochracea là một loài bướm đêm thuộc phân họ Arctiinae, họ Erebidae.